# Sommes-nous défendus ?
Pour plus de détails, voir Fiche technique et Distribution.
Sommes-nous défendus ? est un film documentaire français réalisé par Jean Loubignac sorti en 1938. C'est un film de propagande destiné à rassurer les Français sur la force de ses armées à la veille de la Seconde Guerre mondiale.

## Fiche technique
- Titre français : Sommes-nous défendus ?
- Réalisation : Jean Loubignac
- Scénario : Emmanuel Bourcier
- Dialogues : Emmanuel Bourcier
- Photographie : Hervé Missir, Charles Barrois, René Colas, Gaston Chelle, Gaston Madru
- Son : René Louge
- Musique : Marceau Van Hoorebecke
- Producteur délégué :  Hervé Missir & Cie
- Société de production : Ciné Reportages
- Pays de production :  France
- Langue : Français
- Format : Noir et blanc - 1,37:1 - 35 mm - Son mono
- Genre : Film documentaire - Film de guerre
- Durée : 70 minutes
- Date de sortie :	
  - France : 9 novembre 1938

Sources : Unifrance et IMDb

## Distribution
- Raymond Aimos : un client du café
- Guy d'Abzac : un client du café
- René Génin : un client du café
- René Lefèvre : le journaliste

## Autour du film
- Le film fait partie du coffret DVD : 1939 - La France et son armée[1]
- Le film a été tourné dans le garage du catcheur Gaston Georges, Avenue des Gobelins, à Paris